# Goetersmühle
Die Goetersmühle in der Stadt Viersen war eine Wassermühle mit einem unterschlächtigen Wasserrad.

## Mühlen in Viersen
In der Gemeinde Viersen gab es in den früheren Jahrhunderten insgesamt 18 Mühlen. Davon waren vier Rossölmühlen als Hammermühle. Diese wurden durch Pferdekraft betrieben. Weiter gab es zwei Windmühlen, die Hoser- und die Hüsterfeldwindmühle, die beide in Privatbesitz waren.
Anders dagegen war es mit den Wassermühlen. Das Stift St. Gereon in Köln besaß die Grundherrschaft von Viersen und damit das Wasserrecht über die Bäche in Viersen. Die Errichtung von Wassermühlen bedurfte seiner Zustimmung. Das Stift vergab Mühlenrechte als erbliches Lehen und bezog davon eine jährliche Lehnsrente. Diese musste an die Pfarrstelle St. Remigius geliefert werden. Aus diesen Unterlagen geht hervor, dass es schon 1246 in Viersen zwölf Wassermühlen gegeben hat. Alle Mühlen, mit Ausnahme der Klostermühle, zahlten jährlich einen Sümmer (etwa ein Zentner) Malz als Lehnszins. Es gab in der Herrlichkeit Viersen keinen Mühlenzwang. Alle Bauern konnten mahlen lassen, wo sie wollten.
Diese zwölf Mühlen lagen am:
- „Dorfer Bach“: Kaisermühle, Kimmelmühle, Goetersmühle, Biestenmühle und Schricksmühle
- „Hammer Bach“: Plinzenmühle, Schnockesmühle, Sgoedenmühle, Bongartzmühle Hüstermühle und Hammer Mühle
- „Rintger Bach“: Klostermühle

## Geographie
Die Gebäude der Goetersmühle hatten ihren Standort in der Goetersstraße in der Stadt Viersen im Kreis Viersen. Der Mühle vorgelagert war ein Weiher, der vom Dorfer Bach gespeist wurde und dessen Wasserspiegel bei ca. 44 m über NN lag. Unterhalb der Goetersmühle lag die Biestenmühle, oberhalb die Kimmelmühle.
Der Dorfer Bach versorgte über Jahrhunderte fünf Mühlen mit Wasser. Er ist heute teilweise kanalisiert. Die Mühlenteiche sind, bis auf den Teich der Kaisermühle, alle zugeschüttet. Die Pflege und Unterhaltung des Gewässers obliegt dem Wasser- und Bodenverband der Mittleren Niers, der in Grefrath seinen Sitz hat.

## Geschichte
Die Goetersmühle östlich der Remigiuskirche ist namentlich seit 1345 bekannt. Nachweislich war die Familie Goeters 560 Jahre auf dieser Mühle tätig. An der Kornmühle mit einem unterschlächtigen Wasserrad führte die dritte von vier Holzbrücken in Viersen über den Dorfer Bach. Die zuvor wenig bedeutsame Goetersmühle entwickelte sich im 19. Jahrhundert zu einer leistungsstarken Mühle, nachdem sie eine Dampfmaschine bekommen hatte. Um 1900 wurde sie verkauft und abgebrochen, weil sie dem Bau von Kaiser´s Schokoladenfabrik im Wege stand. Mit der Mühle verschwand auch der Weiher von der Bildfläche.